# Obchodní rejstřík
Obchodní rejstřík je veřejný rejstřík, do kterého se zapisují zákonem stanovené údaje o podnikatelích, jako je např. firma, sídlo, předmět podnikání nebo společníci. Každý do něj může nahlížet a pořizovat si z něj výpisy.
Obchodní rejstřík je veden příslušným rejstříkovým soudem. Městský soud v Praze vede obchodní rejstřík i pro podnikatele se sídlem v obvodu Krajského soudu v Praze; v jím vedením rejstříku je zapsána téměř polovina všech obchodních společností v České republice.)

## Zapisované subjekty
Do obchodního rejstříku se zapisují:
- obchodní společnosti a družstva,
- některé podnikající zahraniční osoby,
- fyzické osoby, které jsou podnikateli s bydlištěm v České republice a které o zápis požádají (povinný je zápis v případě průměrné výše výnosů nebo příjmů snížených o DPH za poslední dvě účetní období přesahující 120 mil. Kč), a
- další osoby, stanoví-li povinnost jejich zápisu zvláštní právní předpis.

Právnické osoby, které nemají zápis povinný, se nemohou zapsat ani dobrovolně.

## Zapisované skutečnosti
Zapisuje se:
- jméno a adresa zapsané osoby,
- předmět činnosti nebo podnikání,
- právní forma právnické osoby,
- den vzniku a zániku právnické osoby,
- u fyzické osoby datum narození, rodné číslo, bylo-li jí přiděleno, a adresa místa pobytu, popřípadě také bydliště, liší-li se od adresy místa pobytu,
- identifikační číslo osoby,
- statutární orgán s uvedením způsobu, jak za právnickou osobu jedná; je-li členem statutárního orgánu právnická osoba, také osoba, která ji při výkonu funkce zastupuje,
- kontrolní orgán a jeho členové,
- prokurista, způsob jeho jednání a údaj o tom, zda se prokura vztahuje jen na určitou pobočku a zda je prokurista oprávněn zcizit nebo zatížit nemovitou věc,
- status veřejné prospěšnosti právnické osoby,
- výše základního kapitálu společnosti s ručením omezeným nebo akciové společnosti,
- výše vkladu každého společníka, je-li podle jiného zákona vyžadován zápis těchto osob do obchodního rejstříku, a rozsah splnění vkladové povinnosti,
- údaj o tom, že byl převeden závod nebo jeho část nebo že byl dán do zástavy, nájmu nebo propachtován, případný údaj o zániku závazků z těchto smluv, a usnesení soudu o nabytí závodu nebo jeho části děděním,
- údaj o tom, že se obchodní korporace podřídila zákonu jako celku postupem podle § 777 odst. 5 zákona o obchodních korporacích,
- údaj o tom, že členovi orgánu nebo prokuristovi byl pozastaven výkon funkce,
- zástavní právo k podílu v korporaci, ledaže je představován cenným papírem nebo nesplacenou akcií,
- zákaz zatížení nebo zcizení podílu v korporaci, byl-li zřízen jako věcné právo,
- u veřejné obchodní společnosti jméno a sídlo nebo adresa místa pobytu, popřípadě také bydliště, liší-li se od adresy místa pobytu, jejích společníků,
- u komanditní společnosti jméno a sídlo nebo adresa místa pobytu, popřípadě také bydliště, liší-li se od adresy místa pobytu, jejích společníků s uvedením, který ze společníků je komplementář a který komanditista, výše komanditní sumy každého komanditisty a její změny,
- u společnosti s ručením omezeným jméno a sídlo nebo adresa místa pobytu, popřípadě také bydliště, liší-li se od adresy místa pobytu, jejích společníků, výše podílu každého společníka, druh podílu a popis práv a povinností s ním spojených alespoň odkazem na společenskou smlouvu uloženou ve sbírce listin a údaj o tom, zda byl na podíl vydán kmenový list,
- u akciové společnosti rozsah splacení základního kapitálu, počet, forma a jmenovitá hodnota akcií nebo údaj o tom, že společnost vydá akcie, které nemají jmenovitou hodnotu (kusové akcie), a v jakém počtu, údaj o tom, zda budou vydány akcie jako zaknihovaný cenný papír nebo budou imobilizovány, druh akcií a popis práv a povinností s nimi spojených alespoň odkazem na stanovy uložené ve sbírce listin a případné omezení převoditelnosti akcií na jméno; má-li společnost jediného akcionáře, zapisuje se i jméno a sídlo nebo adresa místa pobytu, popřípadě také bydliště, liší-li se od adresy místa pobytu, tohoto akcionáře,
- u družstva údaj o tom, zda se jedná o družstvo, bytové družstvo nebo sociální družstvo a výše základního členského vkladu, popřípadě vstupního vkladu,
- u státního podniku označení toho, kdo jménem státu vykonává funkci zakladatele státního podniku, výše kmenového jmění, minimální výše kmenového jmění, kterou je státní podnik povinen zachovávat, a určený majetek,
- další skutečnost, o které to stanoví tento nebo jiný zákon, nebo jiná důležitá skutečnost, o jejíž zápis požádá zapsaná osoba, má-li na takovém zápisu právní zájem,
- den, k němuž byl zápis proveden
- Vložka, Spisová značka a příslušný rejstříkový krajský soud.

## Sbírka listin
Rejstřík také obsahuje sbírku listin, která obsahuje důležité listiny týkající se jednotlivých subjektů (např. zakladatelskou listinu společnosti/společenskou smlouvu, účetní závěrky, podpisové vzory statutárních orgánů atd.).

## Zápis
Návrh na zápis lze podat v listinné nebo elektronické podobě (to platí obdobně pro dokládání listin prokazujících skutečnosti uvedené v návrhu a listin zakládaných do sbírky listin). Návrh v elektronické podobě může podat pouze osoba podepsaná s uznávaným elektronickým podpisem. Vždy jej však lze podat pouze na předepsaném formuláři, přičemž podpis musí být úředně ověřen (formuláře stanoví Ministerstvo spravedlnosti vyhláškou č. 323/2013 Sb.). Poplatek za zápis do obchodního rejstříku je stanoven zákonem č. 549/1991 Sb., o soudních poplatcích.
Důležitý je také princip publicity, který se dělí na publicitu formální a materiální. Princip formální publicity spočívá v tom, že obchodní rejstřík je přístupný každému, že každý má právo do něho nahlížet a pořizovat si z něho kopie a výpisy. Rejstříkový soud vydá každému na požádání úředně ověřený opis zápisu či listiny uložené ve sbírce listin. Princip materiální publicity spočívá v tom, že stav zapsaný v obchodním rejstříku bude vůči tomu, kdo jedná v důvěře v jeho zápis, považován za skutečný platný právní stav. To spočívá na principu dobré víry.
Řízení ve věcech veřejného rejstříku rejstříku upravuje v části druhé zákon o veřejných rejstřících právnických a fyzických osob. V části třetí tohoto zákona je pak upravena možnost provedení přímého zápisu notářem v případě, že sám sepsal notářský zápis, který je podkladem pro přímý zápis.

## Výpis z obchodního rejstříku
Výpis z obchodního rejstříku podává informace o konkrétních subjektech zapsaných v obchodním rejstříku. Obsahuje například název, její sídlo, předmět podnikání, právní formu, identifikační číslo osoby, identifikaci členů statutárního orgánu. Pro uskutečňování některých právních úkonů je potřeba doložit úředně ověřený výpis z obchodního rejstříku. Rozlišuje se úplný výpis z obchodního rejstříku (včetně historie) a výpis platný k určitému datu.

## Výmaz z obchodního rejstříku a změny
Návrh na výmaz z obchodního rejstříku se podává při ukončení podnikatelské činnosti. Výmazem zaniká subjekt zapsaný v obchodním rejstříku. O změnách, které proběhnou, musí podnikatel informovat bez zbytečného odkladu. Pro provedení změny v obchodním rejstříku je nezbytné dodat potřebnou dokumentaci a složit správní poplatek.